# Le Thé au harem d'Archimède
Cet article possède un paronyme, voir Théorème d'Archimède.
Pour plus de détails, voir Fiche technique et Distribution.
Le Thé au harem d'Archimède est un film français réalisé par Mehdi Charef, sorti le 30 avril 1985, d'après son roman du même nom.
Le titre de ce film peut être considéré comme un kakemphaton du théorème d'Archimède.

## Synopsis
Cette chronique de la vie d'une cité HLM de la banlieue parisienne dans les années 1980 met en scène Madjid, fils d'immigrés et aîné d'une famille nombreuse entièrement soutenue par la mère, et son meilleur ami Pat. Après une mise en place réaliste, le film bascule dans l'onirisme puis revient au réel avec plusieurs scènes très fortes quasi mélodramatiques.

## Fiche technique
- Titre : Le Thé au harem d'Archimède
- Réalisation : Mehdi Charef
- Scénario : Mehdi Charef d'après son roman
- Musique : Karim Kacel
- Photographie : Dominique Chapuis
- Montage : Kenout Peltier
- Production : Costa-Gavras et Michèle Ray-Gavras
- Société de production :K.G. et M&R Film
- Pays de production :  France
- Genre : drame
- Durée : 110 minutes
- Date de sortie : 
  - France : 30 avril 1985

## Distribution
- Kader Boukhanef : Madjid
- Rémi Martin : Pat
- Laure Duthilleul : Josette
- Nicole Hiss : Solange
- Sandrine Dumas : Anita
- Bourlem Guerdjou : Bibiche

## Production

### Lieux de tournage
Le film a été en partie réalisé dans les départements :
- Paris
  - Métro Château d'eau (10ème arrondissement).
- Hauts-de-Seine
  - Cité du Luth à Gennevilliers
  - 59 rue de Colombes à Courbevoie
- Seine-Saint-Denis
  - Cité des 4000 de La Courneuve

### Musique
Participation de Karim Kacel en 1984 à la composition de la bande originale du film